# Galblaasmeridiaan

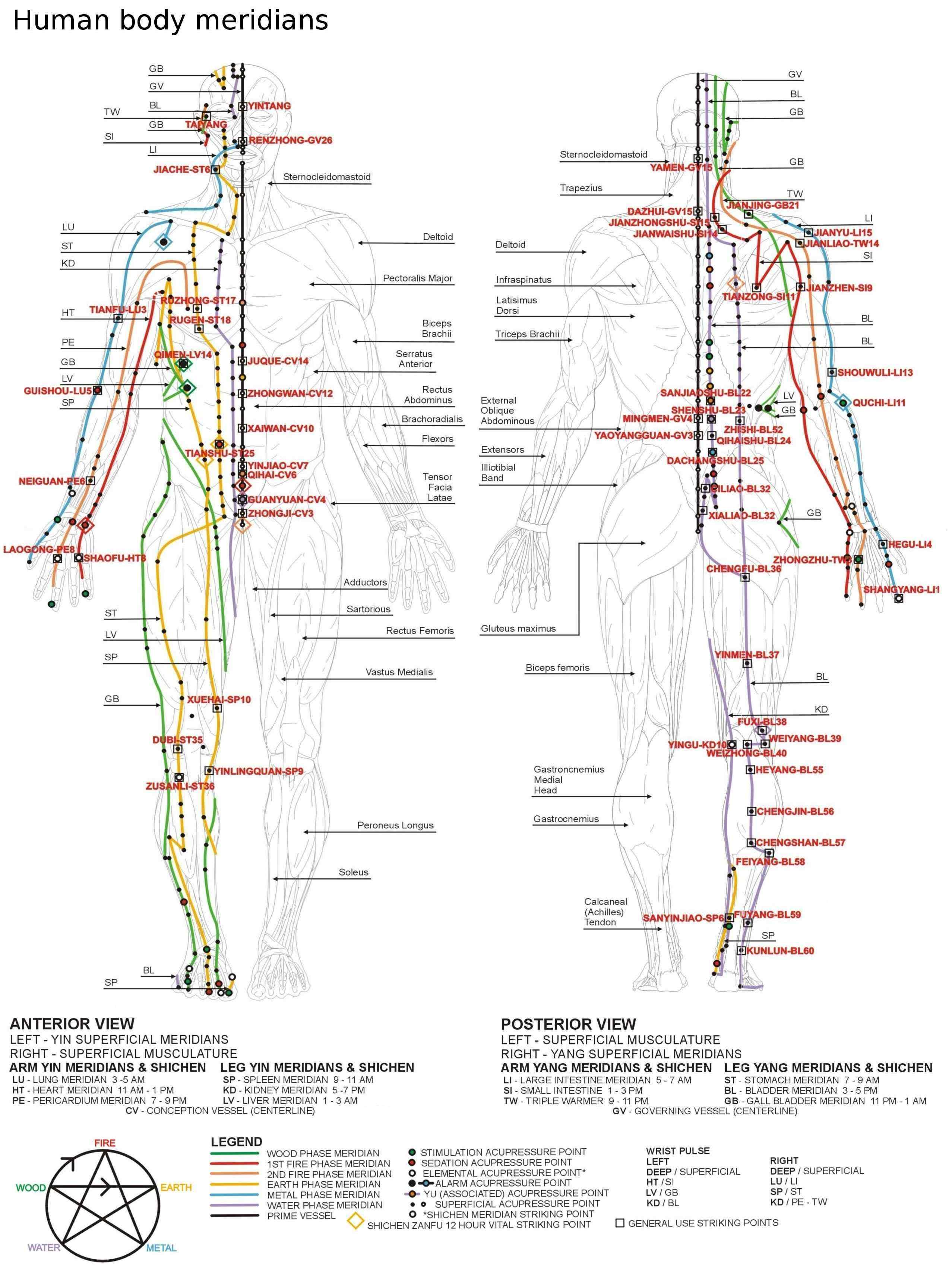
Overzicht van de 12 belangrijkste meridianen

De galblaasmeridiaan (Zu Shao Yang) is een van de 12 belangrijkste meridianen in de traditionele Chinese geneeskunde.
De meridiaan loopt aan beide zijden van het lichaam. Het begint aan de buitenzijde van de ooghoeken en loopt naar en rond het oor, cirkelt enkele malen over het achterhoofd naar het voorhoofd, via die schouder naar de zijkant van de borst. Vervolgens loopt deze aan de zijkant van de romp naar de heup, zijkant bovenbeen, knie, onderbeen, enkel en eindigt op de vierde teen bij de nagelrand. Volgens de traditionele Chinese geneeskunde is deze meridiaan een yangmeridiaan en behoort tot het element hout. Tussen 23:00 en 01:00 uur zou deze energie het meest actief zijn.
Op de galblaasmeridiaan zitten 44 punten die gebruikt worden binnen de acupunctuur, acupressuur en reflexologie. Deze zouden invloed hebben op klachten aan de zijkant van het lichaam, bittere smaak en ischias.
longmeridiaan · dikkedarmmeridiaan · dunnedarmmeridiaan · maagmeridiaan · miltmeridiaan · hartmeridiaan · blaasmeridiaan · niermeridiaan · pericardiummeridiaan · drievoudige verwarmermeridiaan · galblaasmeridiaan · levermeridiaan